# Byttneria celebica
Byttneria celebica är en malvaväxtart som beskrevs av Bénédict Pierre Georges Hochreutiner. Byttneria celebica ingår i släktet Byttneria och familjen malvaväxter. Inga underarter finns listade i Catalogue of Life.